# Palazzo delle Clarisse

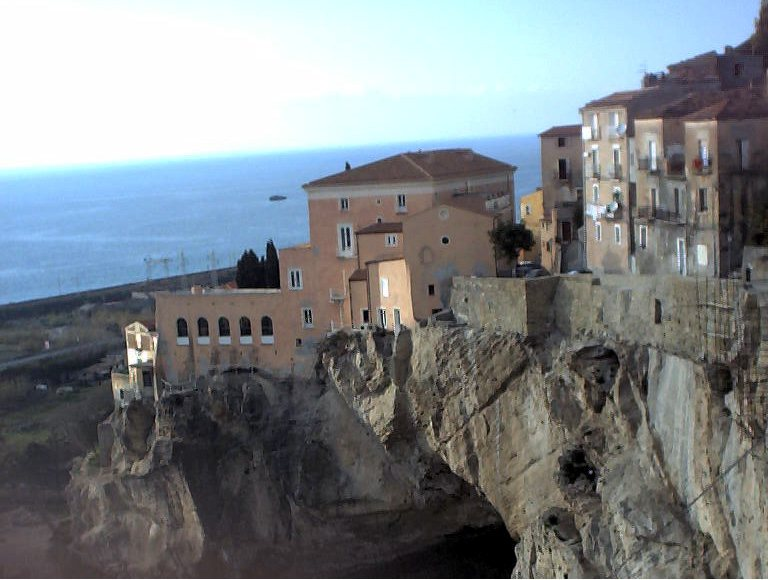
Palazzo delle Clarisse in Amantea

Der Palazzo delle Clarisse ist ein Palast aus dem 17. Jahrhundert im historischen Zentrum von Amantea in der italienischen Region Kalabrien. Er liegt in der Via Indipendenza, 27.

## Geschichte
Der Palast wurde um 1620 als Klarissenkloster errichtet und blieb es bis 1806, als die Franzosen den Komplex nach der Belagerung von Amantea zusammen mit anderen kirchlichen Besitzungen konfiszierten und später an den Markgrafen De Luca aus Lizzano verkauften, der ihn zu seiner Adelsresidenz machte. Die Markgrafen De Luca lebten bis 1977 in dem Palast.
Nach einer Zeit des Leerstands und des Verfalls kaufte der heutige Besitzer, Professor Fausto Perri, das Anwesen und ließ es restaurieren. Im Palazzo delle Clarisse finden heute kulturelle und wirtschaftliche Veranstaltungen statt. Unter anderem sind dort die Accademia degli Arrischati, das Museo della Copia d'Autore und ein Restaurant untergebracht.